# حسام إبراهيم
حسام إبراهيم علي السراي (مواليد 10 مايو 1987 في البصرة، العراق) لاعب كرة قدم عراقي يلعب في مركز المهاجم لنادي مصافي الوسط في الدوري العراقي الممتاز.

## أول مباراة دولية
في 7 نوفمبر 2012 لعب حسام إبراهيم أول مباراة له مع العراق ضد قطر في مباراة غير دولية وسجل هدفه الأول في الدقيقة 90 في المباراة التي انتهت 1-2 لقطر.
في 14 نوفمبر 2012 لعب حسام إبراهيم أول مباراة دولية له رسمية ضد الأردن في تصفيات كأس العالم لكرة القدم 2014 (آسيا) التي انتهت 1-0 للعراق.